# Pietà (van der Weyden)
Pietà é uma pintura a  óleo sobre carvalho datada de c. 1441 do pintor pintor flamengo Rogier van der Weyden. Encontra-se nos Museus Reais de Belas-Artes da Bélgica em Bruxelas. Existem várias versões e cópias, em particular na National Gallery em Londres, no Museu do Prado em Madrid, e na Colecção Manzoni em Nápoles. Indícios observados via imagens em infravermelhos e raios X sugerem que a versão de Bruxelas foi pintada por Van der Weyden, não excluindo a ajuda de alguns assistentes da sua oficina. A análise efectuada aos anéis do seu tronco dão a data de 1431 ao painel de carvalho, apoiando, assim, o argumento de que de a pintura datará de 1441.
Campbell e Van der Stock caracterizam a pintura como sendo de uma técnica e mestria estética muito semelhante a Deposição da Cruz, de força emocional comparável e de composição igualmente forte e equilibrada. O corpo morto de Cristo de está concebido de forma igualmente natural tal na Deposição da Cruz, com os braços pendurados e os dedos caídos típicos da observação cuidadosa de Van der Weyden. O alongamento dos pulsos de Cristo tem sido explicados como a inaptidão de um assistente, mas também poderá ser uma consequência do facto de Cristo ter estado pendurado na cruz, um pormenor dos detalhes reais de Van der Weyden.
Embora um número significativo de imitações tenham sido feitas a partir da versão de Bruxelas, apenas umas poucas foram baseadas directamente nela. Uma relação directa pode ser vista nas versões da colecção Rademakers Haia, no Museu Mayer van den Bergh, Antuérpia, e na colecção Manzoni, Nápoles. A versão Manzoni combina características da versão de Bruxelas tal como da de Madrid e de outra do Museus Estatais de Berlim, Berlin.